# Harland Sanders
Harland Sanders, conosciuto anche come Colonel Sanders (Henryville, 9 settembre 1890 – Louisville, 16 dicembre 1980), è stato un imprenditore statunitense, fondatore di una delle più note catene di fast food americane, la Kentucky Fried Chicken (KFC).
Sanders svolse una serie di lavori nella sua prima infanzia, come fuochista di motori a vapore, venditore di assicurazioni e operatore di stazioni di servizio. Iniziò a vendere pollo fritto dal suo ristorante lungo la strada a North Corbin, nel Kentucky, durante la Grande Depressione. Durante quel periodo, Sanders sviluppò la sua "ricetta segreta" e il suo metodo brevettato di cottura del pollo in una friggitrice a pressione. Sanders riconobbe il potenziale del concetto di franchising di ristoranti e il primo franchising KFC aprì a South Salt Lake, nello Utah, nel 1952. Quando il suo ristorante originale chiuse, si dedicò a tempo pieno al franchising del suo pollo fritto in tutto il paese.
Nel 1964, all'età di 73 anni, vendette l'azienda a un gruppo di investitori guidati da John Y. Brown Jr. e Jack C. Massey per 2 milioni di dollari (19,6 milioni di dollari di oggi). Tuttavia, mantenne il controllo delle operazioni in Canada e diventò ambasciatore del marchio stipendiato per Kentucky Fried Chicken. Nei suoi ultimi anni, fu molto critico nei confronti del cibo servito nei ristoranti KFC e le misure di riduzione dei costi che secondo lui ne hanno ridotto la qualità.

## Biografia

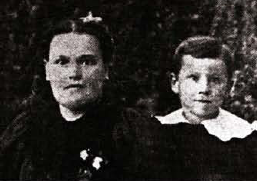
Harland Sanders all'età di 7 anni a fianco della madre nel 1897

Nato in una modesta famiglia anglo-irlandese in una casa di quattro stanze a 5 km a est di Henryville, nell'Indiana, era il maggiore dei tre figli di un agricoltore, Wilbur David Sanders, che morì quando lui aveva appena 7 anni, e di Margaret Ann Dunlevy. La famiglia frequentava la Chiesa Cristiana Avventista.  La donna riuscì a mantenere la famiglia lavorando in un conservificio di pomodori mentre il giovane Harland fu lasciato a badare e cucinare per i suoi fratelli. Ma a 10 anni Harland iniziò comunque a contribuire alle entrate familiari: dopo il nuovo matrimonio della madre (1902) con William Broaddus,  la famiglia si trasferì a Greenwood, nell'Indiana, e lui nel 1903, all'età di 12 anni, abbandonò la scuola iniziando a fare lavori di ogni genere, dal bracciante al pittore di carrozze per cavalli. Il rapporto tumultuoso con il patrigno facilitò la sua uscita da casa.

### 1906-1930: vari lavori
Nell'ottobre 1906 (all'età di 16 anni) falsificò la sua data di nascita e si arruolò nell'esercito degli Stati Uniti: fece tra l'altro il carrettiere a Cuba ricevendo la Medaglia di Pacificazione Cubana (Esercito). Fu congedato con onore nel febbraio 1907 e si trasferì a Sheffield, in Alabama, dove viveva suo zio. Lì incontrò suo fratello Clarence, che si era trasferito anche lui dallo zio per sfuggire al patrigno. Lo zio lavorava per la Southern Railway, e assicurò a Sanders un lavoro come aiutante del fabbro nelle officine. Dopo due mesi, Sanders si trasferì a Jasper, in Alabama, per ripulire le vasche di cenere delle locomotive della Northern Alabama Railroad (una divisione della Southern Railway) quando avevano terminato le loro corse.
Sanders diventò quindi fuochista di motori a vapore per quasi tre anni fino a quando non venne licenziato per "insubordinazione" dopo essersi ammalato. Dal 1909 trovò lavoro come operaio presso la Norfolk and Western Railway. In quel periodo incontrò Josephine King di Jasper, in Alabama, e si sposarono poco dopo. Fece quindi il fuochista sulla Illinois Central Railroad, si trasferì a Jackson, nel Tennessee e di notte, cominciò a studiare legge per corrispondenza attraverso La Salle Extension University. Sanders perse il lavoro in Illinois dopo aver litigato con un collega.  Dopo un po', iniziò a praticare la professione legale a Little Rock, cosa che fece per tre anni, guadagnando abbastanza da permettere alla sua famiglia di trasferirsi con lui. La sua carriera legale si concluse dopo che una rissa in tribunale con il suo stesso cliente distrusse la sua reputazione.  Questo periodo non fu molto felice per Sanders. Scrisse il suo biografo John Ed Pearce: "[Sanders] aveva incontrato ripetuti fallimenti in gran parte a causa della testardaggine, della mancanza di autocontrollo, dell'impazienza e di una ipocrita mancanza di diplomazia".
Nel 1916, si trasferì a Jeffersonville, dove ottenne un lavoro come venditore di assicurazioni sulla vita per la Prudential Life Insurance Company. Finì con il licenziamento per insubordinazione. Si trasferì allora a Louisville vendendo per la Mutual Benefit Life del New Jersey. Nel 1920, all'età di 30 anni, Sanders fondò una compagnia di traghetti, che gestiva una barca sul fiume Ohio tra Jeffersonville e Louisville. Cercò finanziamenti, diventando lui stesso un azionista di minoranza, fu nominato segretario della società che ebbe un successo immediato. E nel 1922 diventò anche segretario presso la Camera di Commercio di Columbus, nell'Indiana. Ammise di non essere molto bravo nel lavoro e si dimise dopo meno di un anno. Sanders cedette le azioni della sua compagnia di traghetti per 22.000 dollari (393.000 dollari oggi) e con il ricavato fondò una società di produzione di lampade ad acetilene. L'impresa fallì dopo che Delco introdusse una lampada elettrica che vendette a credito.
Sanders si trasferì a Winchester, nel Kentucky, per lavorare come venditore per la Michelin Tire Company. Perse il lavoro nel 1924 quando la Michelin chiuse il suo stabilimento di produzione nel New Jersey.  Nel 1924, per caso, incontrò il direttore generale della Standard Oil del Kentucky, che gli chiese di gestire una stazione di servizio a Nicholasville.

### 1930-1952: benzina e pollo
Nel 1930 la stazione chiuse a causa della Grande Depressione. Lo stesso anno la Shell gli offrì la gestione di un distributore di benzina con annessa cucina nel Kentucky, senza il pagamento di un affitto, in cambio di una percentuale sui guadagni. Sanders cominciò a servire piatti di pollo e altri piatti come prosciutto di campagna e bistecche. Inizialmente serviva i clienti nel suo alloggio adiacente prima di aprire un ristorante. Fu durante questo periodo che Sanders venne coinvolto in una sparatoria con Matt Stewart, un concorrente locale, per la riverniciatura di un cartello che indirizzava il traffico verso la sua stazione. Stewart uccise un dipendente della Shell che era con Sanders e venne condannato per omicidio. Sanders fu nominato colonnello del Kentucky nel 1935 dal governatore del Kentucky Ruby Laffoon. La sua popolarità locale crebbe e, nel 1939, il critico gastronomico Duncan Hines visitò il ristorante di Sanders e lo incluse in Adventures in Good Eating, la sua guida ai ristoranti di tutti gli Stati Uniti. La voce recitava: "Apprezzato sia per la qualità dei pasti che per la capacità imprenditoriale".

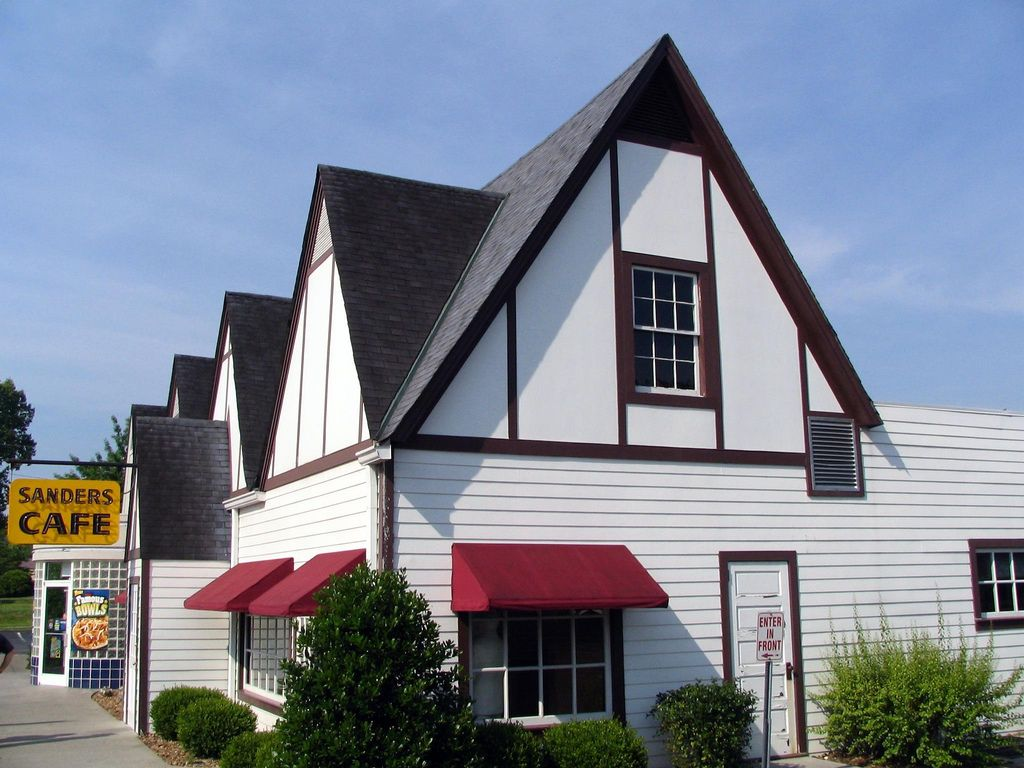
Il motel-restaurant di Corbin in cui il Colonnello servì per la prima volta il suo pollo, oggi riabilitato in ristorante KFC

Nel luglio 1939, Sanders acquistò un motel ad Asheville, nella Carolina del Nord. Il suo ristorante e motel di North Corbin fu distrutto da un incendio nel novembre 1939 e Sanders lo fece ricostruire come motel con un ristorante da 140 posti. Nel luglio 1940 (all'età di 50 anni), Sanders finalizzò la sua "ricetta segreta" per friggere il pollo in una friggitrice a pressione che cuoceva il pollo più velocemente della frittura in padella. Quando gli Stati Uniti entrarono nella seconda guerra mondiale nel dicembre 1941, la benzina fu razionata e, quando il turismo si prosciugò, Sanders fu costretto a chiudere il suo motel di Asheville. Andò a lavorare come supervisore a Seattle fino alla fine del 1942. In seguito gestì mense per il governo in una fabbrica di ordigni nel Tennessee, seguita da un lavoro come assistente direttore della caffetteria a Oak Ridge, nel Tennessee.
Lasciò la sua amante, Claudia Ledington-Price, come manager del ristorante e motel North Corbin. Nel 1942 vendette l'attività di Asheville. Sanders fu poi "riassegnato" nel 1950 come colonnello del Kentucky dal suo amico, il governatore Lawrence Wetherby. Da allora Sanders cominciò a impersonare quella parte, facendosi crescere un pizzetto e indossando una redingote nera (in seguito passando a un abito bianco), una cravatta e riferendosi a se stesso come "Colonnello". I suoi soci accettarono il cambio di titolo, "scherzando all'inizio e poi sul serio", secondo il biografo Josh Ozersky. Durante gli ultimi anni della sua vita non indossò mai nient'altro in pubblico, usando un abito di lana pesante in inverno e un abito di cotone leggero in estate. Si decolorò i baffi e il pizzetto per abbinarli ai suoi capelli bianchi.
John Y. Brown Jr. ricordò Sanders come "un uomo brillante con un talento gastronomico per il cibo, un visionario e un grande motivatore, con lo stile di uno showman e la disciplina di un Vince Lombardi". Sanders era un massone.

### 1952-1980: Kentucky Fried Chicken

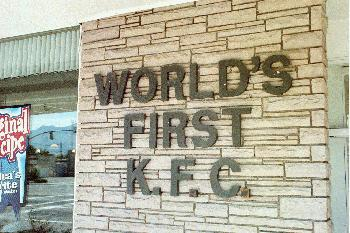
Il primo franchising KFC al mondo, situato a South Salt Lake, nello Utah

Il 24 settembre 1952 nacque il nome della catena "Kentucky Fried Chicken" per identificare i primi ristoranti in franchising, diventati in seguito oltre 26.000. Per la prima volta concesse in franchising la sua ricetta segreta a Pete Harman di South Salt Lake, operatore di uno dei più grandi ristoranti della città.  Per Harman, l'aggiunta del pollo fritto era un modo per differenziare il suo ristorante dai concorrenti; nello Utah, un prodotto proveniente dal Kentucky era unico ed evocava l'immaginario dell'ospitalità del sud. Nel primo anno le vendite triplicarono. con il 75% dell'aumento proveniente dal pollo fritto. Don Anderson, un pittore di insegne assunto da Harman, coniò il nome Kentucky Fried Chicken. Dopo il successo di Harman, molti altri proprietari di ristoranti aderirono all'idea del franchising pagando a Sanders $ 0.04 per pollo (equivalenti a $ 0.46 nel 2023). La faccia stilizzata del "Colonnello" è ancora il logo di KFC.
Sanders credeva che il suo ristorante North Corbin avrebbe avuto successo a tempo indeterminato; tuttavia, lo vendette all'età di 65 anni dopo che la nuova Interstate 75 ridusse il traffico dei clienti. Rimasto solo con i suoi risparmi e 105 dollari al mese dalla previdenza sociale (equivalenti a 1.194 dollari nel 2023), Sanders cominciò a viaggiare per gli Stati Uniti alla ricerca di ristoranti adatti ad avere in franchsing il suo pollo fritto. Spesso dormendo nel retro della sua auto, nelle sue visite Sanders si offriva di cucinare il suo pollo e, se ai lavoratori piaceva, negoziava i diritti di franchising. Aprì anche nel 1959 un suo nuovo ristorante a Shelbyville insieme alla sua compagna Claudia.
KFC fu una delle prime catene di fast food ad espandersi a livello internazionale, aprendo punti vendita in Canada e successivamente nel Regno Unito, in Australia, in Messico e in Giamaica a metà degli anni '60. Sanders ottenne nel 1962 un brevetto che proteggeva il suo metodo di frittura a pressione del pollo e nel 1963 registrò la frase "It's Finger Lickin' Good". Nel 1964, all'età di 73 anni, vendette la Kentucky Fried Chicken Corporation per 2 milioni di dollari (19,6 milioni di dollari di oggi) a una società di uomini d'affari del Kentucky guidati da John Y. Brown Jr., un avvocato di 29 anni e futuro governatore del Kentucky, e Jack C. Massey, un venture capitalist e imprenditore.  L'accordo iniziale non includeva le operazioni canadesi, che Sanders mantenne, né i diritti di franchising nel Regno Unito, in Florida, nello Utah e nel Montana, che Sanders aveva già venduto ad altri. 

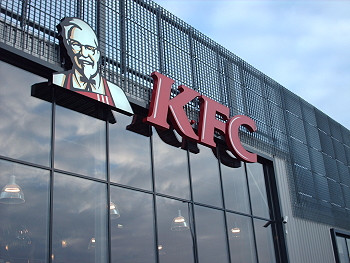
Ritratto del Colonnello sulle facciate dei ristoranti KFC

Sanders diventò ambasciatore del marchio stipendiato. Viaggiò sempre molto, girò molti spot televisivi, mantenne molta influenza sui dirigenti e sui franchisee, che rispettavano la sua esperienza culinaria e temevano ciò che il New Yorker descriveva come "la forza e la varietà delle sue parolacce" quando un ristorante variava da quello che veniva descritto come "il pollo del colonnello". Una modifica apportata fu quella del sugo, che Sanders si era vantato fosse così buono che "ti farà buttare via il pollo duro e mangiare solo il sugo"; la modifica fu fatta per ridurre tempi e costi. Ancora nel 1979 Sanders faceva visite a sorpresa ai ristoranti KFC e, se il cibo lo deludeva, lo denunciava come "maledetto schifo". Nel 1973, Sanders citò in giudizio la Heublein Inc., l'allora società madre di Kentucky Fried Chicken, per il presunto uso improprio della sua immagine nella promozione di prodotti che non aveva contribuito a sviluppare. Nel 1975, la Heublein Inc. citò in giudizio Sanders per diffamazione dopo che questi aveva pubblicamente descritto il loro sugo come "fango" con un "sapore di carta da parati".
Sanders riaprì il ristorante di Shelbyville come "Claudia Sanders, The Colonel's Lady", servendo pollo in stile KFC come parte di un menu serale a servizio completo. Parlò anche di espandere il ristorante creando una nuova catena. Dopo aver raggiunto un accordo con Heublin che lo aveva citato in giudizio anche per questo motivo, Sanders vendette il ristorante "Colonel's Lady", che continuò ad operare come "Claudia Sanders Dinner House". Serve la "ricetta originale" del pollo fritto come parte del suo menu per la cena non fast-food, ed è l'unico ristorante non KFC che serve una versione autorizzata della ricetta del pollo fritto. 

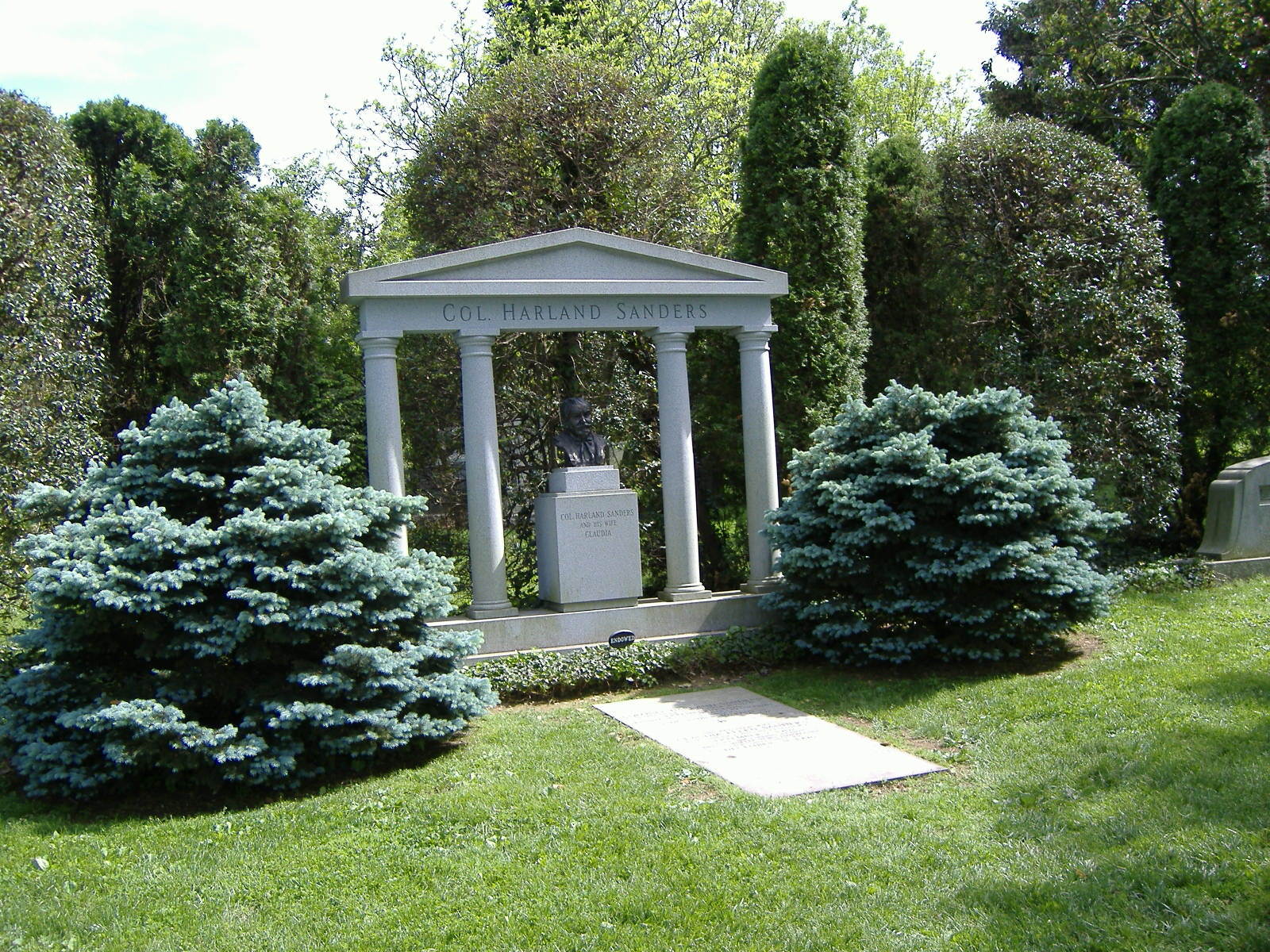
La tomba del Colonnello Sanders

Sanders rimase critico nei confronti del cibo del Kentucky Fried Chicken. In un articolo pubblicato dal Louisville Courier-Journal l'8 ottobre 1975, disse al giornalista Dan Kauffman:
Nel 1965, Sanders si trasferì a Mississauga, Ontario, un sobborgo di Toronto, per supervisionare le sue franchigie canadesi e continuò a riscuotere le tasse di franchising e di apparizione sia in Canada che negli Stati Uniti. Sanders acquistò e visse in un bungalow al 1337 di Melton Drive nella zona di Lakeview a Mississauga dal 1965. Nel settembre del 1970 lui e sua moglie si battezzarono nel fiume Giordano. Fece anche amicizia con Billy Graham e Jerry Falwell.

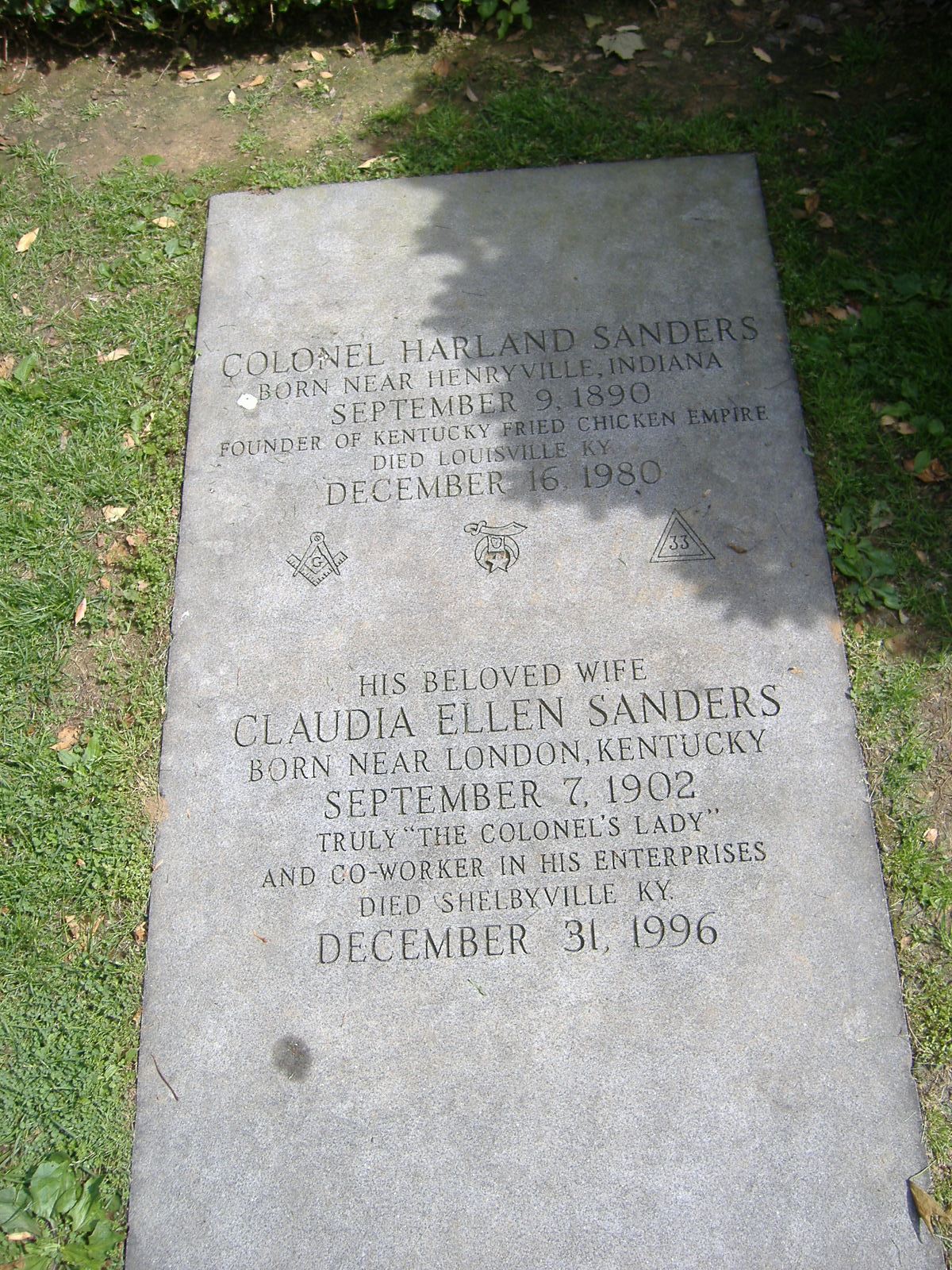
La tomba di Sanders e di sua moglie al cimitero di Cave Hill a Louisville, Kentucky

## Morte
A Sanders fu diagnosticata una leucemia acuta nel giugno 1980. Morì di polmonite all'ospedale di Louisville sei mesi dopo, il 16 dicembre, all'età di 90 anni. Il corpo venne deposto nella rotonda del Kentucky State Capitol dopo un servizio funebre presso la Southern Baptist Theological Seminary Chapel, a cui parteciparono più di 500 persone. Il corpo fu anche esposto in una bara aperta durante un servizio commemorativo tenuto presso la sede di KFC a Louisville; Sanders fu sepolto nel suo caratteristico abito bianco e cravatta nera nel cimitero di Cave Hill a Louisville.

## Vita privata
Incontrò Josephine King di Jasper, in Alabama, e si sposarono poco dopo, il 15 giugno 1909, a Jasper.  Ebbero tre figli, Margaret Josephine Sanders, nata il 29 marzo 1910 a Jasper, in Alabama, e morta il 19 ottobre 2001 a West Palm Beach, in Florida, Harland David Sanders Jr., nato il 23 aprile 1912 a Tuscumbia, in Alabama, e morto il 15 settembre 1932 a Martinsville, Indiana, a causa di tonsille infette, e Mildred Marie Sanders Ruggles, nata il 15 ottobre 1919 a Jeffersonville, Indiana, e morta il 21 settembre 2010 a Lexington, Kentucky.
Nel 1947, lui e Josephine divorziarono e nel 1949 Sanders sposò la sua dipendente-amante, Claudia Ledington-Price. con la quale rimase sino alla fine dei suoi giorni.

## Influenze nella cultura di massa
- Il colonnello Sanders è un personaggio del romanzo Kafka sulla spiaggia (2002) dello scrittore giapponese Haruki Murakami.
- Una statua del colonnello Sanders posta davanti a un punto vendita KFC di Osaka è protagonista della leggenda metropolitana della maledizione del Colonnello, che si abbatterebbe sulla squadra di baseball degli Hanshin Tigers.
- Nel film Barnyard - Il cortile, durante la festa, il gallo tira le freccette al colonnello Sanders.
- Il colonnello appare nell'episodio Il progresso dell'ottava stagione della serie tv La casa nella prateria. Ha partecipato anche al film Blast-Off Girls.
- Viene citato nella canzone Where Life Begins, contenuta nell'album Erotica di Madonna[25] e nella canzone Stagger, contenuta nell'album Second Toughest in the Infants della band Underworld[26]
- Nel film di Mel Brooks del 1987 Balle spaziali, il nome del personaggio del Colonel Sandurz (colonnello Nunziatella nell'adattamento italiano) è ispirato a quello del colonnello Sanders.
- Nel capitolo 56 del manga City Hunter (corrispondente al 27º episodio dell'anime) il personaggio di Umibozu/Falcon si finge una statua del colonnello Sanders per tenere sotto controllo il suo collega donnaiolo Ryo Saeba mentre è con una cliente a lui cara.